# Hersenschimmen

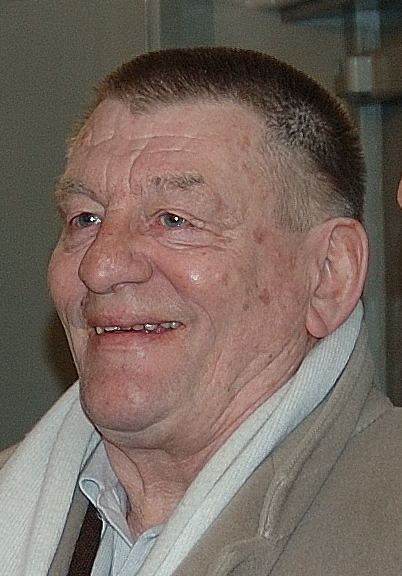
J. Bernlef, de auteur

Hersenschimmen is een roman uit 1984 van J. Bernlef, oorspronkelijk uitgegeven door Querido. In 2010 verscheen de vijftigste druk. Het boek werd in 1988 verfilmd onder dezelfde titel.

## Verhaal
Hersenschimmen wordt verteld vanuit het perspectief van de ik-persoon Maarten Klein, een 71-jarige man die begint te dementeren. Hij komt uit Nederland, maar woont sinds vijftien jaar in de Verenigde Staten, in Gloucester (Massachusetts), met de trein 1 uur ten noorden van Boston. Zijn geestelijke vermogens verslechteren naarmate het verhaal vordert, terwijl zijn omgeving zich afvraagt wat er met hem aan de hand is. Maarten begint in zijn herinneringen personen door elkaar te halen, verdwaalt als hij de hond uitlaat en vergeet wat hij wilde gaan doen voor hij ergens aan begint. Hij belt de bibliotheek op zoek  naar zijn vrouw Vera, die daar al jaren niet meer werkt, informeert naar de gezondheid van een gestorven man en denkt dat hij bij zijn opa en oma aan het logeren is wanneer hij wakker wordt. Terwijl Maartens geheugen verslechtert, wordt het steeds moeilijker voor hem om zaken en personen uit het heden en het recente verleden te herkennen en keert hij in zijn eigen beleving steeds verder terug naar vroegere tijden in zijn leven. Soms is hij ogenblikken helder, dan weer ver weg. Op heldere momenten is hij bang en onzeker over wat hem overkomt en schaamt hij zich voor zijn gedrag en onvermogen. Het wordt steeds moeilijker voor hem om op de woorden te komen waarmee hij zich uit wil drukken.
Maarten begint Dr. Eardly soms aan te zien voor een Amerikaanse officier, Vera voor een verpleegster en de gezinshulp voor het meisje op wie hij verliefd was als jonge man. Hij vergeet hoe hij stukken op de piano moet spelen die hij eerst wel kende. Op zeker moment herkent hij zijn eigen weerspiegeling in de ruit en spiegel niet meer. Soms wordt hij vastgebonden aan zijn bed wakker. Wanneer hij thuis niet meer te handhaven is, wordt hij naar een inrichting gebracht. Wie Vera is, weet hij dan niet meer. De schrijfstijl en zinsbouw worden aan het einde van het boek heel fragmentarisch en daardoor lastig te begrijpen, om te beschrijven wat er in het hoofd van iemand met dementie omgaat.

## Techniek
Doordat het verhaal vanuit de ik-figuur Maarten verteld wordt, wordt het taalgebruik steeds eenvoudiger, beperkter en verwarder.

## Thema en motieven
Het thema van dit boek is het proces van dementie. De schrijver laat je meekijken naar de wereld van iemand met dementie.
Een motief in het verhaal is de winter. De winter brengt de sneeuw met zich mee. Maarten heeft een grote hekel aan de winter, de winter vervaagt alles. Voor hem lijkt niets meer wat het is. De winter zorgt er dan ook voor dat hij verder vervreemdt van Vera.
Een ander motief heeft te maken met een thermometer. Deze staat voor het vastleggen van feiten. Dit deed zijn vader vroeger al en daar heeft hij veel herinneringen aan overgehouden. Maarten werkte bij het IMCO, waar hij notuleerde bij vergaderingen. Een baan waarbij je goed let op de feiten. Wat feit en waarheid is, verandert voor Maarten met de dag.
Een derde motief is taal. Taal kunnen spreken en begrijpen is heel belangrijk. Vanaf het begin al is Maarten bezig met taal, het begint met een puzzel waar hij de woorden niet meer voor kan vinden. Later beseft hij dat hij zich niet meer goed kan uitdrukken. Hierdoor is hij de greep op zijn bestaan en werkelijkheid helemaal kwijt.
Een vierde motief is het personage Michel. Maarten begint andere mensen aan te zien als zijn oude vriend Michel en vraagt dan hoe het met zijn overleden hond Kiss is.

## Prijzen
- Mind Book of the Year Award 1988
- Diepzee-prijs 1989
- (Vierde plaats in de verkiezingen voor de beste Nederlandstalige boeken aller tijden)

## Vertalingen
| - Engels, als Out of mind - Frans, als Chimères - Duits, als Hirngespinste - Zweeds, als Hjärnspöken - Deens, als Hjernespind | - Turks, als Karaltilar - Portugees, als No limite da razao - Noors, als Skyggebilder - Tsjechisch, als Vyhasínání mozku Martina Kleina - Japans, als Auto obu maindo | - Chinees, als Huang hu - Hongaars, als Agyrémek - Hebreeuws, als חזיונות שווא - Persian, als ذهن مه‌زده |